# Биотехния
Биоте́хния (от био- и греч. τέχνη — умение, мастерство) — раздел охотоведения. Основная задача — разработка комплекса мероприятий по охране и увеличению численности животных в природных условиях и улучшению их продуктивных качеств. Биотехния предусматривает создание благоприятных условий обитания животных, улучшение кормовой базы охотничьих угодий (посадка кормовых растений и уход за ними, подкормка животных в период бескормицы, включая минеральные и витаминные добавки) и др. Биотехнические работы проводят в заповедниках.
Термин возник в 1930-х годах в СССР; обучение биотехнии началось в 1929/30 учебном году Московском пушно-меховом институте под руководством П. А. Мантейфеля. Автор термина неизвестен; по мнению доктора биологических наук В. А. Чащухина, несомненно, что «П. А. Мантейфель не был автором термина „биотехния“». Чащухин также указывает на невозможность перевода термина на распространённые в мире языки, кроме русского, и отсутствие авторитетного определения ожидаемых от биотехнии научных результатов. С его точки зрения, «Совершенно не логично трактовать „биотехнию“ разделом науки. Столь же не логично было называть этим термином во многом не лишенный практического замысла учебный курс. Без соответствия общепризнанным критериям теории познания невозможно верифицировать „биотехнию“ в качестве научной деятельности. Было бы логичнее трактовать „биотехнию“ из-за её явно производственного предназначения в разряде прикладных аспектов какого-нибудь действенного технологического процесса».